# Marcello Cesena
Marcello Cesena (* 5. September 1956 in Genua) ist ein italienischer Schauspieler und Filmregisseur.

## Leben
Cesena gründete die Schauspielgruppe Compagnia dell'Archivolto, die von Giorgio Gallione geführt wurde und mit der er auf Europatournee ging. Neben dem Stück dieser Tournee, Angeli e soli, hatte er auch mit Il bar sotto il mare und in Bar Biturco großen Erfolg, sodass er sich mit mehreren Kollegen zur Gruppe Broncoviz zusammenschloss und mit ihr ab Beginn der 1990er Jahre auch häufig im Fernsehen mit Parodien auf Werbespots und anderen erfolgreichen Konzepten auftrat; erwähnenswert ihr eigenes Format Hollywood Party.
Neben einigen wenigen Rollen als Schauspieler, vor allem für Pupi Avati, arbeitete Cesena ab 1995 auch als Regisseur nach eigenen Drehbüchern für das Kino und das Fernsehen.
Cesena entwickelte und spielte auch in der Fernsehshow Sensualità a corte, einer interaktiven Parodie.

## Filmografie (Auswahl)

### Regisseur
- 1995: Dottoressa Giò (Fernsehfilm)
- 1995: Toter geht’s nicht (Peggio di così si muore)
- 2001: Südsee ade! (Mari del Sud)
- 2008: Il cosmo sull comò